# Ophiolebes sagamiensis
Ophiolebes sagamiensis is een slangster uit de familie Ophiacanthidae.
De wetenschappelijke naam van de soort werd in 1982 gepubliceerd door S. Irimura.